# Jacques Sens
Jacques Sens (Schiedam, 1946) is een Nederlands beeldend kunstenaar, schrijver en dichter. Oorspronkelijk werkte hij als treinbestuurder en als bouwkundige bij de Nederlandse Spoorwegen. Na enkele tragische ongevallen waarbij sprake was van zelfdoding, moest hij zijn werkzaamheden als machinist beëindigen. Hij doet hiervan verslag is het boek De Dood als Erfenis, dat wordt genoemd als het eerste boek over dit onderwerp, geschreven vanuit de machinist. Het heeft navolging en besprekingen gekregen op diverse congressen en spreekbeurten. Zijn ervaringen als treinmachinist met zelfdoding zijn in de orm van een tentoonstelling getoond in samenwerking met de Werkgroep 'Verder', het Belgische nationale forum voor nabestaanden na zelfdoding.
Sens is als kunstenaar autodidact en gebruikt de kunst mede als verwerkingsmethode voor zijn ervaringen. Hij maakt beelden in brons of zilver. Daarnaast is hij actief als schilder. Zijn werk vertoont vele kenmerken van het expressionisme. Het centrale thema in zijn beelden is leven en dood.
Zijn sculpturen en schilderijen komen voor in diverse privécollecties en musea in Nederland, België en Frankrijk en in de Verenigde Staten. Een groot beeld en een schilderij van zijn hand zijn te vinden in de Fontys Hogeschool in Eindhoven. Een van zijn bekendste werken is de sculptuur die hij maakte voor de Stichting LGD, de LGD Poëzieprijs.
Sens woont en werkt in Vlaardingen en is geregistreerd bij De Vliegende Vis, het Centrum voor Buitengewone Beelden Eindhoven, de Koninklijke Bibliotheeken het Instituut Collectie Nederland, de tegenwoordige Rijksdienst voor het Cultureel Erfgoed.

## Boeken
- 2008: De Dood als Erfenis